# Ocke Ockinga
Ocke Ockinga (of Okke Okkinga) is een Nederlandse/Friese stripreeks die werd geschreven en getekend door de striptekenaar Gerrit Stapel. Het is een historische strip die speelt in het Friesland van de middeleeuwen in de vijftiende eeuw, ten tijde van de einddagen van de strijd tussen de Schieringers en Vetkopers. Okke Okkinga is een jonge Vetkoper die strijd voor zijn geliefde Joukje. De strip verscheen in het Fries.

## Publicatie
De stripreeks werd van 13 december 1985 t/m 23 mei 1990 als ‘Okke Okkinga’ gepubliceerd in de Leeuwarder Courant. Na vijftien verhalen en 1364 afleveringen stopte de reeks. Er was toen al een zestiende verhaal in de maak dat 'Lubeck' zou gaan heten. In 1993 en 1994 werden de verhalen gepubliceerd in vier albums door uitgeverij Boumaar. Op aanwijzing van Stapel werd de titel gespeld als 'Ocke Ockinga' en niet met dubbel 'k'. Toen de fout aan het licht kwam, was het voor de drukker al te laat.